# Eduard von Steiger
Eduard von Steiger (Langnau im Emmental, 2 luglio 1881 – Berna, 10 febbraio 1962) è stato un politico svizzero.
Nel dicembre 1940 è stato eletto nel Consiglio federale svizzero, rimanendovi fino al dicembre 1951.
Ha guidato il Dipartimento federale di giustizia e polizia dal 1941 al 1951.
Ha ricoperto la carica di Presidente della Confederazione svizzera due volte: nel 1945 e nel 1951.